# Saint Dominic's Preview
| Recensione                        | Giudizio        |
| --------------------------------- | --------------- |
| AllMusic                          | [ 1 ]           |
| Robert Christgau                  | A-              |
| The New Rolling Stone Album Guide | [ 3 ]           |
| Sputnikmusic                      | 4.0 (Excellent) |
| Piero Scaruffi                    | [ 5 ]           |
| Ondarock                          | [ 6 ]           |
| Dizionario del Pop-Rock           | [ 7 ]           |
| 24.000 dischi                     | [ 8 ]           |

Saint Dominic's Preview è il sesto album discografico in studio del cantautore britannico Van Morrison, pubblicato dalla casa discografica Warner Bros. Records nel luglio del 1972.

## Tracce
Lato A
Testi e musiche di Van Morrison.
1. Jackie Wilson Said (I'm in Heaven When You Smile) – 2:56
2. Gypsy – 4:35
3. I Will Be There – 3:03
4. Listen to the Lion – 11:08

Lato B
Testi e musiche di Van Morrison.
1. Saint Dominic's Preview – 6:30
2. Redwood Tree – 3:01
3. Almost Independence Day – 10:03

## Musicisti
Jackie Wilson Said (I'm in Heaven When You Smile)
- Van Morrison - voce, chitarra ritmica
- Doug Messenger - chitarra
- Mark Naftalin - pianoforte
- Jack Schroer - sassofono
- Boots Rolf Houston - sassofono
- Bill Church - basso
- Rick Schlosser - batteria

Gypsy
- Van Morrison - voce, chitarra ritmica
- Doug Messenger - chitarra a 12 corde, chitarra a 6 corde
- Mark Naftalin - pianoforte
- Jack Schroer - sassofono
- Jules Broussard - sassofono
- Pat O'Hara - trombone
- Bill Church - basso
- Rick Schlosser - batteria
- Janet Planet - accompagnamento vocale, coro
- Ellen Schroer - accompagnamento vocale, coro

I Will Be There
- Van Morrison - voce
- Doug Messenger - chitarra
- Tom Salisbury - pianoforte
- Jack Schroer - sassofono
- Jules Broussard - sassofono
- Bill Church - basso
- Gary Mallaber - batteria

Listen to the Lion
- Van Morrison - voce, chitarra, accompagnamento vocale, coro
- Ronnie Montrose - chitarra, accompagnamento vocale, coro
- Mark Jordan - pianoforte
- Bill Church - basso
- Connie Kay - batteria
- Gary Mallaber - vibrafono, percussioni
- Boots Rolf Houston - accompagnamento vocale, coro

Saint Dominic's Preview
- Van Morrison - voce
- Doug Messenger - chitarra
- John McFee - chitarra steel
- Tom Salisbury - organo, pianoforte
- Jack Schroer - sassofono
- Jules Broussard - sassofono
- Pat O'Hara - trombone
- Bill Church - basso
- Gary Mallaber - batteria
- Janet Planet - accompagnamento vocale, coro
- Ellen Schroer - accompagnamento vocale, coro
- Mark Springer - accompagnamento vocale, coro

Redwood Tree
- Van Morrison - voce
- Doug Messenger - chitarra
- Tom Salisbury - pianoforte
- Jack Schroer - sassofono
- Jules Broussard - sassofono
- Bill Church - basso
- Gary Mallaber - batteria
- Janet Planet - accompagnamento vocale, coro
- Ellen Schroer - accompagnamento vocale, coro
- Mark Springer - accompagnamento vocale, coro

Almost Independence Day
- Van Morrison - voce, chitarra a 12 corde
- Ron Elliott - chitarra a 6 corde
- Mark Naftalin - pianoforte, moog
- Bernie Krause - moog
- Leroy Vinnegar - basso
- Lee Charlton - batteria[11]

Note aggiuntive
- Van Morrison - produttore (per la Exile Productions Ltd.)
- Ted Templeman - produttore (brani: Gypsy, Listen to the Lion, Saint Dominic's Preview e Almost Independence Day) (per la Exile Productions Ltd.)
- Registrazioni effettuate al Wally Heider Studio, Pacific High Studio e Columbia Studio di San Francisco, California (Stati Uniti)
- Donn Landee, Bob Shumaker, Jim Gaines, Dave Brown e Steve Brandon - ingegneri delle registrazioni
- Donn Landee - missaggio (eccetto brano: Jackie Wilson Said (I'm in Heaven When You Smile))
- Bob Shumaker - missaggio (solo il brano: Jackie Wilson Said (I'm in Heaven When You Smile))
- Tom Salisbury - arrangiamenti (brani: I Will Be There, Saint Dominic's Preview e Redwood Tree)[12]

## Classifiche
| Anno | Classifica    | Posizione raggiunta |
| ---- | ------------- | ------------------- |
| 1972 | Billboard 200 | 15                  |